# Grange Hill (metrostation)
Grange Hill is een station van de metro van Londen aan de Central Line. Het station is geopend in 1903.

## Geschiedenis

### Stoomtreinen
Het station werd geopend op 1 mei 1903 door de Great Eastern Railway (GER) als onderdeel van de Fairloplus tussen Ilford en Woodford. De GER hoopte hier op het metro-effect, onroerendgoed ontwikkeling als gevolg van de aanleg van een metro, dat klanten zou genereren voor de nieuwe lijn. De onroerendgoed ontwikkeling kwam echter pas na de Eerste Wereldoorlog echt op gang en in 1923 werden de Britse spoorwegmaatschappijen in vier nieuwe bedrijven ondergebracht, zodoende werd de GER onderdeel van de London & North Eastern Railway (LNER). In 1933 werd het OV in Londen genationaliseerd in de London Passenger Transport Board (LPTB) waardoor de verschillende metrobedrijven in een hand kwamen. LPTB kwam met het New Works Programme 1935-1940 om knelpunten in het metronet aan te pakken en nieuwe woonwijken op de metro aan te sluiten. Omdat LNER geen geld had om de voorstadslijn te elektrificeren voorzag het New Works Programme in de integratie van de lijn in de Central Line. De ombouw tot metro begon in 1938, maar dat werd door het uitbreken van de Tweede Wereldoorlog in 1939 opgeschort. Het stationsgebouw uit 1903, dat leek op die van Chigwell en het in 1956 gesloopte gebouw bij Newbury Park, werd in juli 1944 door een V1 verwoest. In 1946 hervatte de LNER de werkzaamheden, in verband met de aanpassingen die nodig waren voor de elektrificatie van de lijn werd het station op 29 november 1947 gesloten. Deze sluiting werd benut om een nieuw stationsgebouw te bouwen ter vervanging van het verwoeste gebouw.

### Underground
Op 21 november 1948 nam de Central Line de diensten door het station over en werd het station heropend. In 1962 werd goedkeuring gegeven aan de begroting voor de bouw van de Victoria Line en een jaar later werden op de District Line bescheiden proeven genomen met Automatic Train Operation (ATO) in verband met de ontwikkeling van rollend materieel -TS1967- voor de nieuwe lijn. Naar aanleiding van deze proeven werd besloten tot een grootschalige praktijkproef voor ATO ten behoeve van de Victoria Line. Hiertoe werd de Central Line tussen Hainault en Woodford aangepast en op 5 april 1964 begonnen de diensten door Grange Hill met de voor ATO aangepaste metrostellen. Voor de proef werden vierbaks metrostellen van TS1960 en later driebaks metrostellen, bestaande uit twee stuurstanden TS1960 en een midden bak TS1938, gebruikt. Ook na de proef werd de pendeldienst voortgezet met stellen TS1967, deze dienst werd uitgevoerd als FACT, "Fully Automatic Controlled Train". Dit pseudo-eilandbedrijf bleef bestaan tot begin jaren negentig van de 20e eeuw toen er nieuw rollend materieel werd geïntroduceerd en er doorgaande diensten naar het centrum kwamen via Hainault.

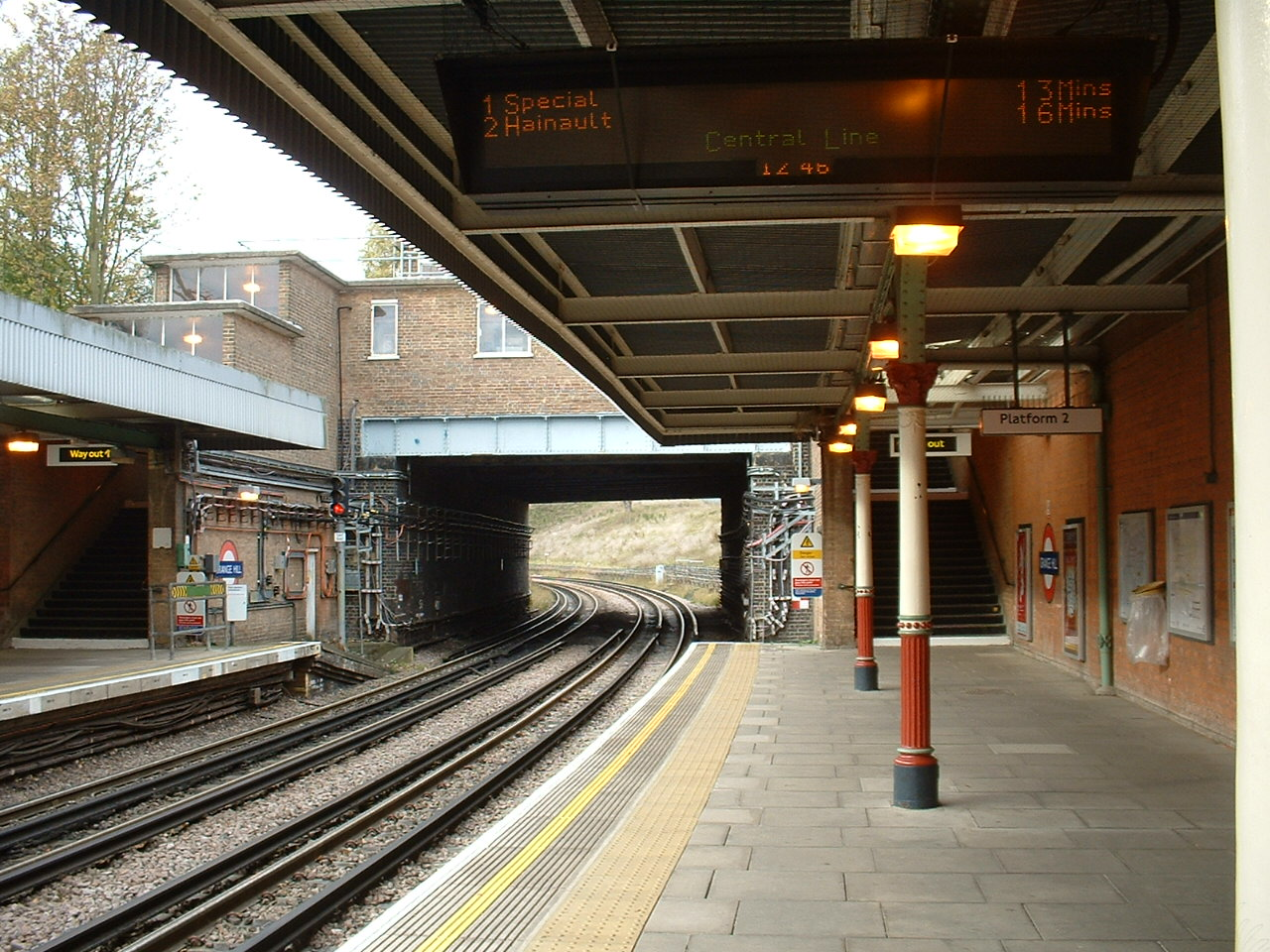
Een blik naar het noorden onder het stationsgebouw.
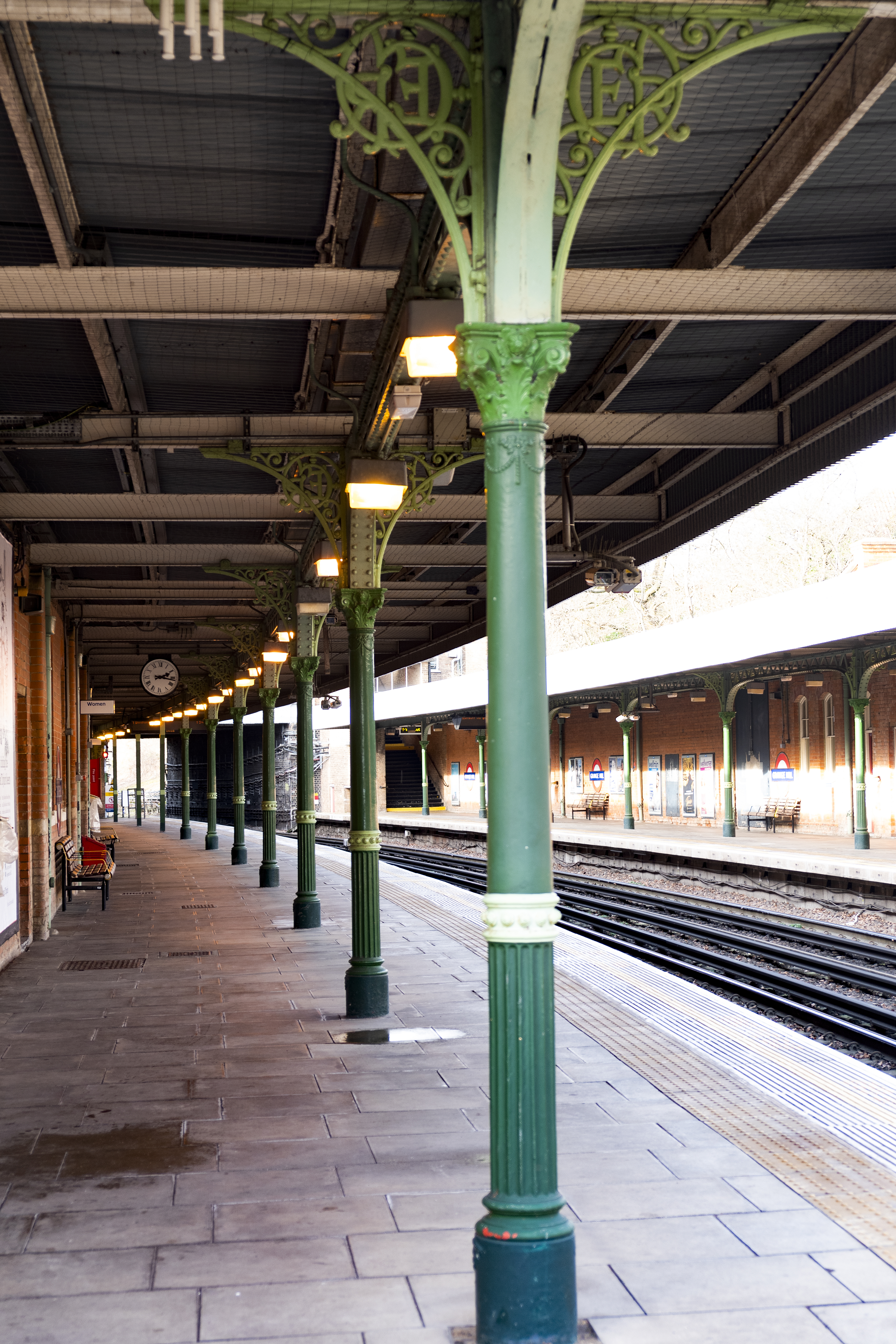
De gietijzeren kolommen met het monogram van GER onder de perronkap.
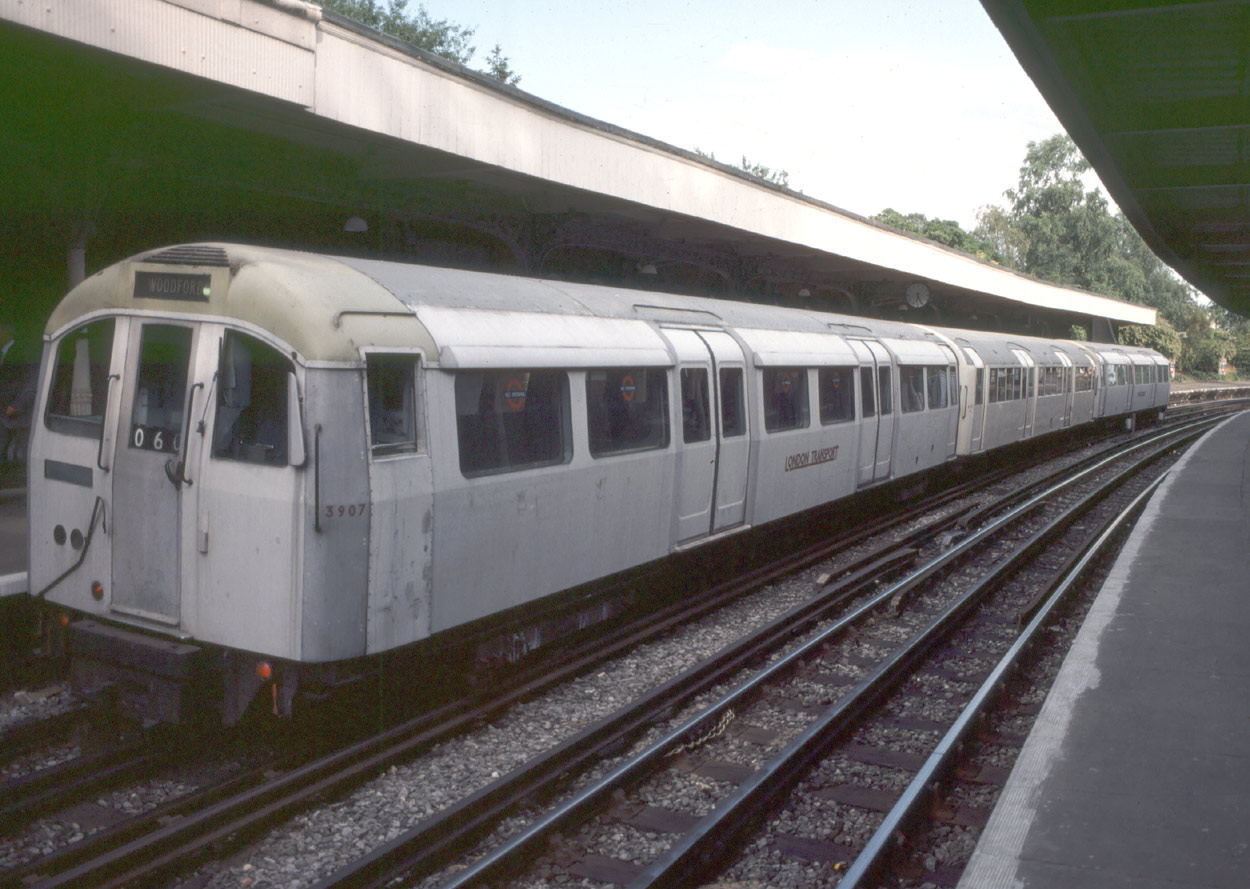
Een driebaks metrostel (TS1960-TS1938-TS1960) als pendeldienst in Grange Hill.

## Ligging en inrichting
Het station ligt vrijwel haaks op de Manor Road in Chigwell in Essex, het stationsgebouw staat boven de sporen aan de zuidkant van Manor Road. De grens tussen Essex en London ligt pal ten oosten van de perrons. Het stationsgebouw uit 1947 is met vaste trappen verbonden met de perrons uit 1903. De oorspronkelijke eigenaar van het station, GER, is nog terug te vinden in de monogrammen in de draagconstructie van de perronkappen. Ten westen van het station ligt de Mount Pleasant tunnel, ook wel Grange Hill tunnel genoemd, aan de zuidkant ligt het depot van Hainault dat in 1939, in het kader van het New Works Programme, werd opgeleverd. Aan de westkant van de perrons liggen nog twee opstelsporen die vanuit het depot berijdbaar zijn, het depot zelf heeft zijn noordelijke inrit pal ten zuiden van de perrons. Sinds 5 februari 2006 is dit een van de weinige stations op het netwerk zonder bemand loket. Het personeel is echter 24 uur per dag beschikbaar voor klantinformatie en de treindienst is verlengd tot middernacht in verband met de stijgende passagiersaantallen.

## Reizigersdienst
Aan het begin van de ochtend- en avondspits rijden sommige treinen vanaf het depot Hainault via Grange Hill en Woodford naar het centrum van Londen. In omgekeerde richting rijdt één metro via Grange Hill naar het depot terug, de rest rijdt via Newbury Park en Hainault naar het depot. De normale dienst tijdens de daluren kent 3 ritten per uur in beide richtingen, in de ochtendspits zijn er drie doorgaande ritten naar West Ruislip.